# ソンミの歌
『ソンミの歌』（そんみのうた、原題：Sing Me a Song of Songmy）は、アメリカ合衆国のジャズ・トランペット奏者、フレディ・ハバードが1970年に録音・1971年に発表したスタジオ・アルバム。

## 解説
トルコの作曲家イルハン・ミマールオールとのコラボレーション・アルバムで、朗読や合唱の断片、それにミュジーク・コンクレート色も取り入れられた。シャロン・テート殺害事件、ケント州立大学銃撃事件、ベトナム戦争といった時事問題について言及された内容である。
スコット・ヤナウはオールミュージックにおいて5点満点中2点を付け「思想（時事問題や反戦）を音楽で表現した誠実な作品だが、聴き手を選ぶ抽象的な音楽性で、ジャズ・ファンは他の作品を探した方がいい」と評している。

## 収録曲
全曲ともイルハン・ミマールオール作。
ソンミの歌 パートI
1. シャロン・テイトへの哀歌（序曲&コメント） - "Threnody for Sharon Tate" - 2:05
2. 戦闘 - "This Is Combat, I Know" - 8:57
3. 群集 - "The Crowd" - 7:03
4. ホワット・ア・グッド・タイム・フォー・ア・ケント・ステイト - "What a Good Time for a Kent State" - 1:29

ソンミの歌 パートII
1. モノドラマ（一人芝居） - "Monodrama" - 2:54
2. ブラック・ソルジャー（黒人兵士） - "Black Soldier" - 2:19
3. インタールードI - "Interlude I" - 5:48
4. インタールードII - "Interlude II" - 4:30
5. 愛を忘れず - "And Yet, There Could Be Love" - 4:28
6. 終曲 - "Postlude" - 1:06

## 参加ミュージシャン
- フレディ・ハバード - トランペット、フリューゲルホルン、朗読(on #6)
- イルハン・ミマールオール - シンセサイザー、サウンド・プロセス
- ジュニア・クック - テナー・サクソフォーン
- ケニー・バロン - ピアノ
- アート・ブース - ベース
- ルイス・ヘイズ - ドラムス
- アリフ・マーディン - ハモンドオルガン、ストリングス指揮
- バーナード・コロムビア・コーラス - コーラス(on #3, #4, #8)
- ダニエル・ページェット - コーラス指揮
- メリー・アン・ホックスワース - 朗読(on #1, #3)
- ナ・ケ - 朗読(on #2, #8, #9)
- チャールズ・グロー - 朗読(on #3)
- グンゴー・ボズクルト - 朗読(on #3, #10)